# Storjungfrun
Storjungfrun, förr Stora Jungfrun, är en ö i Bottniska havet som av kronan år 1620 uppläts åt Söderhamns stad ”till mulbete”. Ön utgör ett naturreservat Storjungfruns naturreservat.
Det nuvarande namnet är känt sedan 1650. Tidigare hette ön Helgön.
Gävlefiskarna bedrev länge fiske kring Storjungfrun och uppförde även Storjungfruns kapell. Med tiden blev de tillbakaträngda av lokalbefolkningen och så småningom helt utestängda. På 1930-talet fanns ett trettiotal personer i hamnlaget, vilket var betydligt färre än tidigare.
År 1838 byggdes på Storjungfrun en fyr med 27,5 meter lyshöjd över havet. Fyren består av ett vitt, runt, omkring 21,3 meter högt stentorn med svart bälte upptill under lanterninen (förr rött mittbälte). Sedan 25 januari 1935 har fyren varit ett statligt byggnadsminne.
Fyren automatiserades och avbemannades 1964.